# Белая гусыня
«Белая гусыня» («Снежный гусь») — небольшая повесть (рассказ) американского писателя Пола Гэллико, одно из наиболее известных его произведений. Первый вариант был опубликован в 1940 году в журнале The Saturday Evening Post, расширенная версия вышла 7 апреля 1941 года. Повесть была удостоена премии имени О. Генри за 1941 год.

## Сюжет
Действие происходит на эссекском побережье, где в болотистой местности близ устья реки Элдер располагался заброшенный маяк. В 1930 году на маяке поселяется 27-летний Филип Рейэдер, горбун с высохшей рукой — художник, рисующий пейзажи и наблюдающий за повадками диких гусей. Возле маяка он сооружает загон для перелётных птиц, где они останавливаются и живут зимой, прежде чем весной снова улететь на север.
Через три года Рейэдер знакомится с Фритой, девочкой лет двенадцати из соседнего рыбачьего посёлка — она приносит к нему раненую белую гусыню с просьбой спасти её. С удивлением Рейэдер обнаруживает, что этот вид белых гусей водится в Канаде, и так далеко от своей родины птица скорее всего попала из-за сильного шторма, перенёсшего её через Атлантику. Он выхаживает птицу, которая затем в течение многих лет, улетая весной на север вместе с другими гусями, осенью вновь возвращается на маяк. В это время Фрита также приходит к Рейэдеру, чтобы побыть с ним и с «Потерянной принцессой», как Рейэдер называет гусыню. Когда гусыня улетает, Рейэдер и Фрита месяцами не видятся, и художник страдает от одиночества.

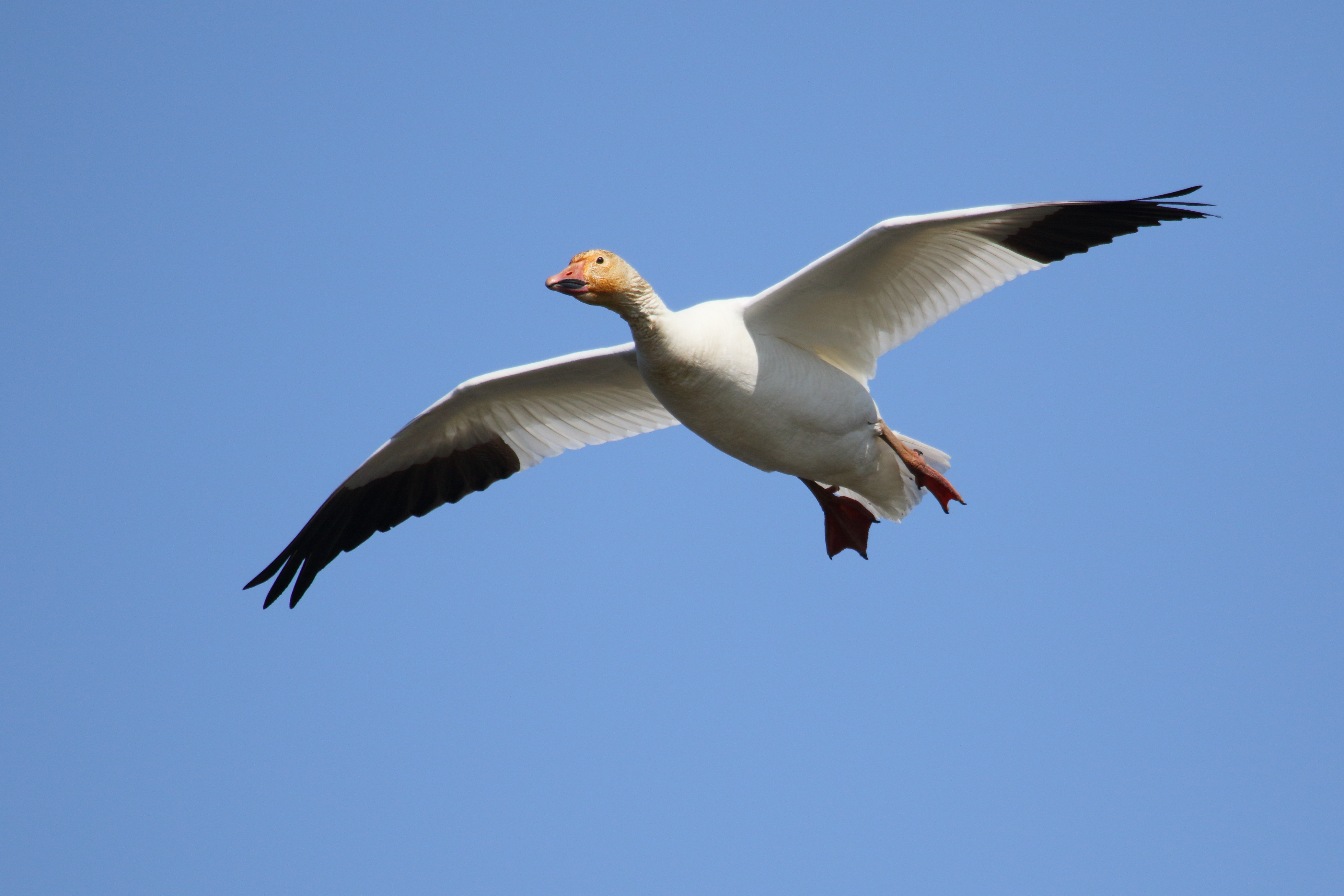
Канадский белый гусь в полёте

Проходит несколько лет, Фрита становится взрослой девушкой и Рейэдеру всё труднее сдерживать свои чувства к ней. Весной 1940 года белая гусыня впервые не улетает на север, и Рейэдер говорит Фрите, что теперь Принцесса по собственной воле осталась на маяке навсегда. В смятении Фрита уходит, а когда в конце мая возвращается на маяк, застаёт Рейэдера накануне отъезда: он отправляется через Ла-Манш, чтобы принять участие в эвакуации англичан, попавших в окружение на французском побережье в районе Дюнкерка. Гусыня следует за ним. Как впоследствии становится известно из рассказов военных, странный человек в лодке, над которой непрестанно кружила белая гусыня, спас сотни солдат, однако сам был убит пулемётной очередью.
Гусыня последний раз прилетает на маяк, где в небе её видит Фрита и принимает за душу Рейэдера, и затем птица улетает навсегда. Фрита иногда возвращается на маяк покормить птиц, однако вскоре немецкий лётчик по ошибке сбрасывает на маяк бомбу, и на его месте остаются только развалины, затопленные морем после разрушения дамбы. Фрита успевает сохранить одну из картин Рейэдера, на которой он по памяти изобразил первую встречу с ней, когда она пришла к нему с раненой гусыней в руках.

## Русские переводы
Имеется несколько русских переводов произведения.
В 1983 году в газете «Литературная Россия» появился перевод Александра Пахотина (впоследствии в его переводе издавался также роман Гэллико «Посейдон»). Название произведение передано у него как «Белый гусь», и о самой птице говорится как о самце («Заблудившийся Принц» и т.п.).
В переводе Н. Кощеевой под названием «Снежный гусь» повесть была опубликована в киевском журнале «Радуга» в 1985 году.
Затем повесть печаталась в журнале «Юность», № 10 за 1994 год, в переводе Татьяны Стамовой (также под названием «Снежный гусь»).
Новый перевод «Белая гусыня», выполненный режиссёром Олегом Дорманом, вышел в издательстве «Клевер» в 2015 году и стал 300-м по счёту отдельным изданием повести (и первым отдельным изданием на русском языке).

## Экранизация
Одноимённый телефильм по повести был снят Патриком Гарландом и показан на телеканале BBC в 1971 году в рамках программы «Зал славы Hallmark». Сценарий написал сам Гэллико, однако он имеет ряд отличий от повести (например, Фрита сразу показана уже взрослой, и действие разворачивается на протяжении всего лишь трёх лет, причём гусыня улетает только один раз и возвращается насовсем через три года). Рейэдера в экранизации сыграл Ричард Харрис, Фриту — Дженни Эгаттер. Фильм получил ряд наград, в том числе «Золотой Глобус» 1972 года за лучший телефильм, а Эгаттер завоевала «Эмми» за выдающуюся роль второго плана.

## Музыкальный альбом
В 1975 году британская прогрессив-рок-группа Camel записала инструментальный альбом The Snow Goose, вдохновлённый повестью Гэллико. Писателю, однако, не понравилось использование названия его произведения, и после выигранного им судебного иска группа изменила название альбома на Music Inspired by The Snow Goose (музыка, вдохновлённая The Snow Goose). Альбом получил большую популярность, музыка с него исполнялась группой в том числе совместно с Лондонским симфоническим оркестром в Альберт-холле.